# Родней Арісменді
Родне́й Арісменді́ (ісп. Rodney Arismendi; 21 березня 1913, Ріо-Бранко, департамент Серро-Ларго — 27 грудня 1989) — діяч робітничого руху Уругваю. Багаторічний (від 1955) лідер уругвайських комуністів. За фахом журналіст.

## Біографічні дані
Від 1931 — член Комуністичної партії (КП) Уругваю.
1936—1939 — секретар Федерації комуністичної молоді Уругваю, член райкому партії в місті Монтевідео.
Від 1937 — член ЦК (до 1955 — Національного комітету) КП Уругваю.
1940—1941 — головний редактор центрального органу КП Уругваю — газети «Хустісія» («Justicia»).
1941—1944 — головний редактор комуністичної газети «Діаріо популяр» («Diario Popular»).
Від 1944 — член виконкому ЦК КП Уругваю.
Від 1946 — депутат парламенту.
1946—1950 — секретар комітету партії департаменту Монтевідео.
1951—1955 — секретар Національного комітету КП Уругваю.
Від липня 1955 до жовтня 1955 — генеральний секретар Національного комітету КП Уругваю.
Від жовтня 1955 до 1985 — перший секретар ЦК КП Уругваю.
1985—1988 — генеральний секретар ЦК КП Уругваю.
Від 1988 — голова ЦК КП Уругваю.
Від 1956 — головний редактор теоретичного журналу КП Уругваю «Естудіос» («Estudios»).
Після перевороту в Уругваї (1973) Арісменді в травні 1974 заарештували. У січні 1975 під тиском світової громадськості його звільнили — і він емігрував.
Нагороджено орденом Жовтневої революції.

## Твори
Арісменді — автор численних праць з питань робітничого руху в Уругваї та національно-визвольного руху в Латинській Америці. В російському перекладі побачили світ:
- Вторжение доллара в Латинскую Америку. — М., 1948.
- Великая Октябрьская социалистическая революция и национально-освободительное движение в Уругвае. — М., 1957.
- Проблемы латиноамериканской революции. — М., 1964. Предисловие и оглавление
- Ленин, революция и Латинская Америка. — М., 1976.
- VII конгресс Коминтерна и фашизм в Латинской Америке сегодня. — М., 1977.